# Multikomunikator internetowy
Multikomunikator internetowy – rodzaj komunikatora internetowego umożliwiającego komunikację z użytkownikami wielu różnych komunikatorów, w przeciwieństwie do typowego komunikatora umożliwiającego komunikację tylko między użytkownikami danego komunikatora. Przykładami mogą być AQQ, Digsby, Konnekt, Miranda IM, Pidgin (dawniej GAIM), Trillian.

## Konflikty
W rozwoju tej kategorii oprogramowania zauważa się tendencję do uniwersalizacji i praktycznie wszystkie liczące się komunikatory obsługują protokoły swoich konkurentów. Celem wprowadzenia obsługi protokołu konkurencyjnego programu jest skorzystanie z jego bazy klientów, dlatego niejednokrotnie prowadziło to do „wojen” komunikatorów.

## Inne ujednolicone rozwiązania komunikacyjne[7]
Równolegle do upowszechniania się multikomunikatorów rozwijają się ujednolicone metody komunikacji takie jak protokoły Jabber/XMPP. Metody te obsługiwane powszechnie przez stare i nowe komunikatory zapewniają wzajemną komunikację użytkowników różnych komunikatorów. Dodatkowo obejmują możliwość korzystania z bramek pośredniczących w komunikacji z użytkownikami komunikatorów nie implementujących ujednoliconych metod komunikacji.